# The Art of Frozen
The Art of Frozen (ISBN 978-1-45211-716-4) es un libro de arte basado en el largometraje animado de 2013 de Walt Disney Company Frozen. El libro es parte de la serie The Art of... cuyo objetivo es representar información detrás de escena de la obra de arte creada durante el desarrollo de películas animadas.

## Contenido
El Arte de Frozen fue escrito por Charles Solomon, con un prefacio de John Lasseter y un prólogo de Chris Buck y Jennifer Lee. Fue publicado por Chronicle Books en noviembre de 2013.
La información se divide en cinco secciones (A Family Affair, Coronation, Wilderness, Ice Palace y Return to Arendelle) que incluyen arte conceptual, guiones gráficos y arte terminado, junto con entrevistas de artistas, escritores y otros desarrolladores, por lo tanto "dando al lector un alcance completo de los esfuerzos que se necesitaron para crear la película terminada".

## Desarrollo
Aunque los libros de The Art of... se han escrito al menos desde principios de la década de 1990, The Entertainment Nut explicó: "Desde 2008, Chronicle [Books] ha levantado la antorcha al publicar libros [The] Art Of [...] para Las características animadas de Disney ".
Charles Solomon dijo lo siguiente sobre la concepción de los libros:

Frozen estaba programado originalmente para 2014, pero cuando otra película tuvo problemas, se les preguntó a los artistas de Frozen si podían completar su película un año antes de lo que habían planeado. Como mencioné en los agradecimientos, Chris Buck, Mike Giaimo y John Lasseter son artistas sobre los que he escrito muchas veces a lo largo de los años. Los conozco, me gustan y los respeto. Cuando dijeron que estaban involucrados en la película, supe que valía la pena escribir sobre eso. Y trabajar con Emily Haynes en Chronicle Books y Leigh Anna MacFadden en Disney Publishing siempre ha sido agradable. Entonces, cuando todos preguntaron, dije que sí. Sin embargo, me hubiera gustado un poco más de tiempo para estudiar la obra de arte; a menudo me sentía como si estuviera patinando por el Louvre.
- Charles Solomon, en una entrevista con Vistas animadas [3]

## Recepción de la crítica
AWN consideró el "lArt book de la mesa de café sobre el arte de crear una obra maestra moderna de animación cinematográfica" como "perspicaz ... tratamiento visual" lleno de "espléndido arte", y agregó que "Frozen ha una sutil franqueza y originalidad, y The Art of Frozen enfatiza lo que es ". Entertainment Nut escribió que el libro "ofrece algunas ideas bastante interesantes sobre la producción" y es "otra gran entrada en el material detrás de escena". Indiwire comentó: "Salomón se concentra mucho más en la historia, la escritura y la presentación artística de la película que la mayoría de los libros de este género, por lo que es imprescindible". MediaMikes le otorgó 4 de 5 estrellas, escribiendo "Incluso aunque este puede no ser el mejor libro "Art of" del año, si disfrutaste la película, entonces diría que vale la pena echarle un vistazo, pero mantén las expectativas más bajas ". Una película de nuestras críticas dice que el libro va más allá la obra de arte de la película, y "dice mucho sobre todo el proceso de producción y la colaboración necesaria para reunir una película de este nivel". Rotoscopers describió el libro como "probablemente la pieza de mercancía más esperada entre los fanáticos de la animación" antes de estreno de la película. LaughingPLace escribió "Este libro de mesa de café vale cada centavo ... y es una gran riqueza de conocimiento". Vahn Gharakhani de MoviePilot dijo: "Este hermoso libro no es solo mi compañero visual; es una inspiración para mi futuro como cineasta". The Austin Chronicle describió el libro como" el clásico más nuevo de Disney, devuelto a sus diseños encantadores ".